# Мариенгоф, Анатолий Борисович
Анато́лий Бори́сович Мариенго́ф (24 июня [6 июля] 1897, Нижний Новгород — 24 июня 1962, Ленинград) — русский поэт-имажинист, теоретик искусства, прозаик и драматург, мемуарист.

## Биография
Родился в купеческо-дворянской семье. Отец — купец второй гильдии Борис Михайлович Мариенгоф (1867—1918), еврейского происхождения, был приписан из мещан города Митавы Курляндской губернии в нижегородское купечество; 4 мая 1894 года в Нижнем Новгороде принял православие и 26 сентября того же 1894 года заключил брак с Александрой Николаевной Мариенгоф (урождённая Хлопова, 1870—1913). Матери, которая родилась в имении под Ардатовом, принадлежал деревянный одноэтажный дом с мезонином в первой Кремлёвской части Нижнего Новгорода. В 1911 году семья проживала на Большой Покровской улице, дом № 10 (Чесноковa и Кудряшовa).
Анатолий Мариенгоф учился в Нижегородском дворянском институте императора Александра II. Детство его прошло под сильнейшим влиянием отца. В обширных мемуарах писателя, созданных во второй половине столетия, тому отводилась роль наиболее здравомыслящего и тонкого человека среди всего тогдашнего окружения Анатолия, да и среди позднейших знакомств. Борис Михайлович участвовал и в формировании литературного вкуса сына. Чрезвычайная антирелигиозность Анатолия Мариенгофа, судя по всему, также была воспитана отцом.
В 1913 году, после смерти жены, отец Мариенгофа, воспользовавшись приглашением английского акционерного общества «Граммофон», стал его представителем в Пензе и переехал туда с детьми (у Анатолия была ещё младшая сестра Руфина). Там Анатолий продолжил учёбу в 3-й частной гимназии С. А. Пономарёва, где в 1914 году издавал журнал «Мираж», «более чем наполовину заполняя его собственными стихами, рассказами, статейками…» Здание Пономарёвской гимназии в Пензе сохранилось до наших дней, и в 2015 году на нём была торжественно открыта мемориальная доска Мариенгофу.
Неординарным событием для молодого Мариенгофа явилось путешествие летом 1914 года по Балтике на учебной парусной шхуне «Утро». Он побывал в Финляндии, Швеции и Дании и даже получил матросское свидетельство, чем чрезвычайно гордился. Однако плавание прервалось: началась Первая мировая война.
В 1916 году Мариенгоф окончил гимназию и уехал в Москву, где поступил на юридический факультет Московского университета. Не проучившись там и полгода, он оказался в армии, где в составе инженерно-строительной дружины занимался устройством дорог и мостов.
Во время военной службы он продолжал писать стихи. В том же году появляется первая пьеса в стихах «Жмурки Пьеретты».

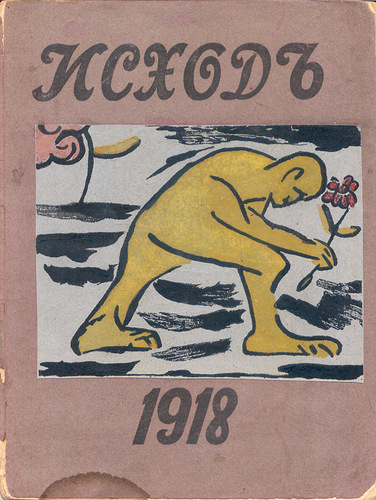
Альманах "Исход"

В 1917 году, пока он ехал в отпуск, произошла революция. Возвратившись в Пензу, с головой уходит в литературу. Его произведения выходят в нескольких поэтических сборниках, а в 1918 году он выпускает первую собственную книжку под названием «Витрина сердца». Там же он организует поэтический кружок, в котором состоят его соученик по гимназии поэт Иван Старцев и художник Виталий Усенко.
Летом в город вошёл Чехословацкий корпус. От случайной пули погиб отец. После этого трагического события Анатолий Мариенгоф навсегда покинул Пензу и переехал в Москву, где остановился у своего двоюродного брата Бориса и совершенно случайно показал свои стихи Бухарину, бывшему на тот момент главным редактором «Правды». Стихи Бухарину не понравились, но талант в молодом человеке он разглядел и устроил его литературным секретарём издательства ВЦИК, которым руководил по совместительству.
Вскоре в издательстве ВЦИК происходит его встреча с Сергеем Есениным, имевшая существенное значение в судьбах обоих, а после — знакомство с В. Шершеневичем и Рюриком Ивневым. Они называют себя имажинистами, о чём заявляют «Декларацией», опубликовав её в январе 1919 года в журнале «Сирена» (Воронеж).
С Есениным Мариенгофа связала тесная дружба. Осенью 1919 года они поселяются вместе и на несколько лет становятся почти неразлучны. Вместе ездят по стране: летом 1919 года побывали в Петрограде, весной 1920 года — в Харькове, летом — в Ростове-на-Дону, на Кавказе. Публикуют в печати письма друг к другу, чем вызывают негодование критиков. Есенин посвящает Мариенгофу поэму «Сорокоуст», драму «Пугачёв», стихотворения «Я последний поэт деревни» и «Прощание с Мариенгофом».
31 декабря 1922 года Мариенгоф женится на артистке Камерного театра А. Б. Никритиной. В браке родился сын Кирилл (10.07.1923, Одесса — 4.03.1940, Ленинград).
В 1924—1925 годах Мариенгоф работал заведующим сценарным отделом «Пролеткино», вскоре также начал писать киносценарии. Всего их было создано около десяти. В 1928 году вместе с Никритиной, получившей работу в БДТ, Мариенгоф переехал в Ленинград, где прожил до конца жизни.
В 1928 году в берлинском издательстве «Петрополис» вышел роман «Циники» (в СССР издан только в 1988 г., см. ниже раздел «Издания»). Публикация «Циников», равно как и следующего романа «Бритый человек», вышедшего в том же издательстве в 1930 году, принесла Мариенгофу массу неприятностей, писатель был подвергнут в СССР травле. Это привело к тому, что 1 ноября 1929 года он направил письмо в правление МО Всероссийского союза советских писателей, где признал, что «появление за рубежом произведения, не разрешённого в СССР, недопустимо».
В вышедшем в 1932 году VI томе «Литературной энциклопедии» его творчество характеризуется как «один из продуктов распада буржуазного искусства после победы пролетарской революции». Романы «Циники» и «Бритый человек» в статье даже не были упомянуты.
Сын Кирилл покончил жизнь самоубийством (повесился) в марте 1940 года. Причины до настоящего времени не установлены.
Примерно в это же время на театральных площадках Москвы идёт спектакль «Шут Балакирев» по одноимённой пьесе Мариенгофа.
В июне 1941 года приходит на Ленинградское радио и читает баллады (очерки в стихах), тут же звучавшие в выпусках «Радиохроники». Вскоре вместе с Большим драматическим театром Мариенгоф и его жена были эвакуированы в Киров, где прожили около трёх лет.
В послевоенное время против А. Б. Мариенгофа и М. Э. Козакова была развёрнута травля за их пьесы «Золотой обруч», «Преступление на улице Марата» и «Остров Великих Надежд».
В 1948 году написал пьесу в духе борьбы с космополитизмом «Суд жизни», но она не была принята к постановке.
В 1953—1956 годах написал ещё одну автобиографическую книгу («Мой век, моя молодость, мои друзья и подруги»), в которой рассказал о детстве и юности, дополнив портрет Есенина. После смерти Мариенгофа была опубликована её сокращённая и приглаженная цензурой версия (под названием «Роман с друзьями»), а в полном виде книга вышла только в 1988 году (см. ниже раздел «Издания»).
Скончался 24 июня 1962 года (в день своего рождения по старому стилю) в Ленинграде. Похоронен на Богословском кладбище.

## Творчество

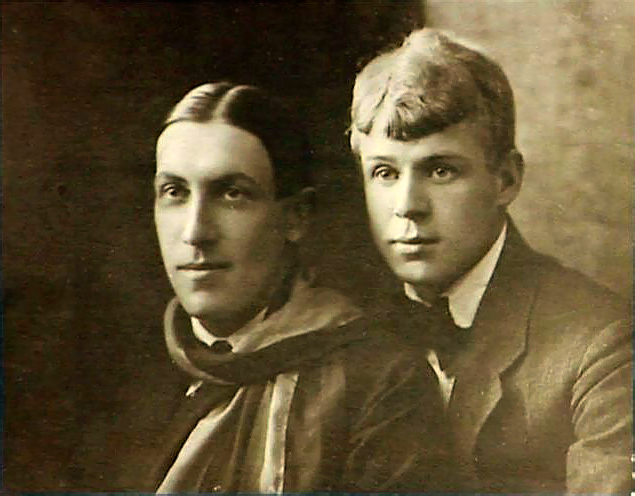
Мариенгоф и Есенин. 1919, лето. Москва

После революции Мариенгоф знакомится с Есениным. Есенин сводит его с другими молодыми поэтами, возникает новое направление в поэзии — имажинизм. Вместе они участвовали в выпуске четырёх номеров журнала «Гостиница для путешествующих в прекрасном» и ряда сборников «Имажинисты».
Иосиф Бродский написал о Мариенгофе, что тот был первым, кто применил «киноглаз» в русской литературе. Увлечение Бродского Мариенгофом упоминается также Александром Генисом в воспоминаниях о Сергее Довлатове: «Мариенгоф, автор книги „Циники“, которую Бродский со свойственной ему отчаянностью назвал лучшим русским романом». Булат Окуджава, Николай Глазков и Ян Сатуновский посвящали ему свои стихотворения.

## Увековечение памяти

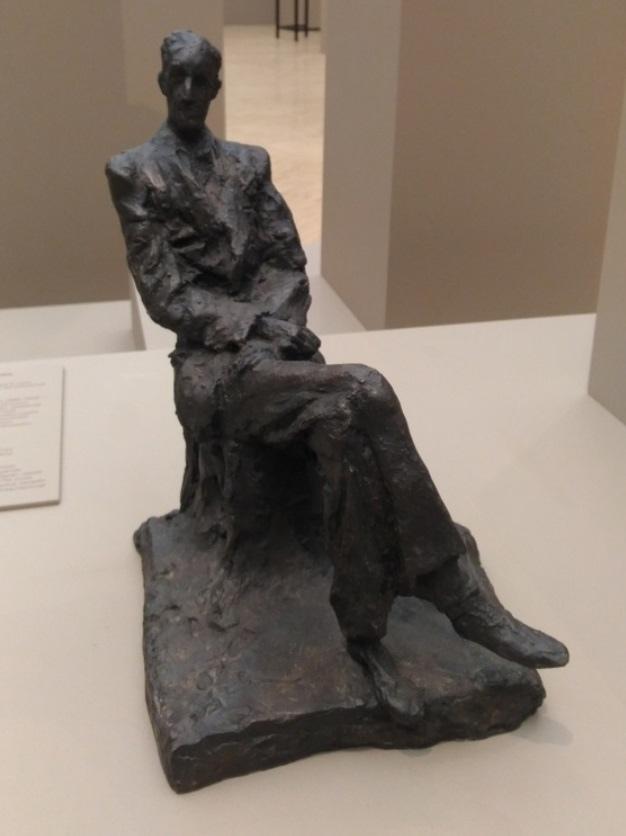
Анатолий Мариенгоф. Скульптура Сарры Лебедевой. 1944-1945 г.

Мариенгофа ещё при жизни часто рисовали известные художники, а скульпторы лепили с него изваяния. Началось всё с портрета Георгия Якулова и графики Бориса Эрдмана — художников Московского Ордена имажинистов. А позже появились портрет работы Владимира Лебедева, а также скульптуры Сарры Лебедевой и Дмитрия Шварца.

В сентябре 2014 года с предложением об увековечении в Пензе памяти А. Б. Мариенгофа к пензенским властям  обращался писатель Захар Прилепин и ряд деятелей культуры. 11 сентября 2015 года в Пензе была торжественно открыта мемориальная доска Анатолию Мариенгофу на здании бывшей частной 3-й мужской гимназии С. А. Пономарёва (Пономарёвской гимназии), в которой будущий поэт и драматург учился с 1913 по 1916 годы (ул. Московская, 34). Автор мемориальной доски — скульптор, член Союза художников России Александр Хачатурян. В церемонии открытия приняли участие мэр Пензы Юрий Кривов и председатель Пензенской городской Думы Виктор Кувайцев.

Мемориальная доска Мариенгофу в Пензе в день открытия

25 февраля 2016 года в Нижнем Новгороде писатель Захар Прилепин и федеральный инспектор по Нижегородской области Денис Москвин открыли мемориальную доску по адресу Большая Покровская, 10-в. В этом доме Мариенгоф прожил с 1897 по 1913 годы.
17 июня 2016 года в деревне Плетниха Пильнинского района Нижегородской области появилась улица Мариенгофа.
Захар Прилепин написал о Мариенгофе книгу в серии «Жизнь замечательных людей».
В феврале 2019 года вышла наиболее полная биография Мариенгофа, подготовленная Олегом Демидовым.

## Адрес в Нижнем Новгороде
- 1897—1913 — улица Большая Покровская, 10-в

## Адреса в Москве
- 1918—1919 — улица Петровка, 19, в квартире зятя аптекаря Г. И. Габриловича;
- 1919—1920 (начало марта) — Богословский пер., 3, кв. 11, ныне Петровский пер., 5, в квартире Короткова Карпа Егоровича;
- 1920 (начало марта) — 1920 (июнь) — Георгиевский (ныне Вспольный) пер., 15, кв. 5, в квартире Быстрова Семёна Федоровича;
- 1920 (ноябрь) — 1928 — Богословский пер., 3, кв. 46, ныне Петровский пер., 5.

## Адреса в Ленинграде
- 1928—1930 — Улица Марата, 47, кв. 30
- 1931—1941 — Кирочная ул./ул. Салтыкова-Щедрина, 24, кв. 37;
- 1944—1962 — Бородинская улица, 13;

### Сценарии
- 1928 — Дом на Трубной («Параша») (в соавторстве с Беллой Зорич, Вадимом Шершеневичем, Виктором Шкловским, Николаем Эрдманом)
- 1928 — Проданный аппетит («Филантроп») (в соавторстве с Николаем Эрдманом)
- 1929 — Веселая канарейка («Железный ящик») (в соавторстве с Борисом Гусманом)
- 1929 — Живой труп («Законный брак») (в соавторстве с Борисом Гусманом)
- 1929 — Посторонняя женщина («Сплетня», «Баба», «Ревность») (в соавторстве с Николаем Эрдманом)
- 1936 — О странностях любви (в соавторстве с Борисом Гусманом)

### В переводах на другие языки

#### На греческом языке
- Ανατόλι Μαριενγκόφ. Οι κυνικοί [Мариенгоф А. Б.. Циники : пер. на греч. Д. Триантафиллидиса]. — Афины: Samizdat, 2020. — ISBN 978-618-5220-54-9.

## Экранизации
- Циники (фильм) (1991)

### Киновоплощения
- Андрей Зайков — «Золотая голова на плахе», 2004
- Дмитрий Щербина — «Есенин», 2005